# سد ینگجه زنجان
 سد ینگجه زنجان  یکی از سدهای در حال بهره برداری استان زنجان است.